# Région métropolitaine Rhin-Ruhr

Utilisation du sol de Rhénanie-du-Nord-Westphalie

La région allemande Rhin-Ruhr est l'une des plus grandes aires urbaines du monde, estimée à près de 10 millions d'habitants. Elle s'étend en une large conurbation depuis la région de la Ruhr au nord jusqu'à Düsseldorf, Wuppertal et Cologne au sud. Elle fait partie intégrante de la dorsale européenne.

## Géographie
Du fait du développement des banlieues, la ville la plus au nord de la région Rhin-Ruhr est Dülmen (à 20 km au nord d'Essen), la plus à l'est est Soest (à une trentaine de kilomètres à l'est de Dortmund), la plus au sud est Bad Honnef (au sud de Bonn) et la plus à l'ouest est Venlo (aux Pays-Bas, près de la frontière).

## Villes de plus de 100 000 habitants

### Région de la Ruhr (Westphalie)
- Bochum
- Bottrop
- Dortmund
- Gelsenkirchen
- Hagen
- Hamm
- Herne
- Iserlohn
- Recklinghausen
- Witten

### Région de la Ruhr (Rhénanie)
- Duisbourg
- Essen
- Moers
- Mülheim an der Ruhr
- Oberhausen

### Berg
- Bergisch Gladbach
- Remscheid
- Solingen
- Wuppertal

### Vallée du Rhin
- Bonn
- Cologne
- Düsseldorf
- Krefeld
- Leverkusen
- Mönchengladbach
- Neuss

## Transport
La région Rhin-Ruhr est desservie par de nombreuses autoroutes et un système de transport collectif couvert principalement par deux autorités organisatrices :
- VRS VerkehrsverbundRheinSieg : région de Cologne et Bonn (au sud de la région Rhin-Ruhr).
- VRR VerkehrsverbundRheinRuhr : bassin de la Ruhr (au nord de la région Rhin-Ruhr); région de Düsseldorf et Wuppertal (au centre de la région Rhin-Ruhr).

Le réseau ferroviaire, en particulier, est organisé à plusieurs échelles spatiales :
- Le réseau national ; à titre d'exemple des ICE desservent les gares de Cologne, Düsseldorf, Duisbourg, Bochum, Essen et Wuppertal.
- Le réseau régional, structuré par le S-Bahn Rhin-Ruhr.
- Plusieurs réseaux locaux : tramways (Düsseldorf, Duisbourg, Bochum), pré-métro (Cologne-Bonn ; Dortmund ; Essen-Mulheim) et un système de transport original (le monorail de Wuppertal).